# Ateuchus procerum
Ateuchus procerum är en skalbaggsart som beskrevs av Edgar von Harold 1883. Ateuchus procerum ingår i släktet Ateuchus och familjen bladhorningar. Inga underarter finns listade.